# Bertrando de’ Rossi (Adliger, 1429)

Wappen des Grafen von Berceto.

Bertrando de’ Rossi (* 1429; † 1502) war ein italienischer Adliger und Graf von Berceto.

## Biografie
Bertrando de’ Rossi, der erstgeborene und uneheliche Sohn von Pier Maria II. de’ Rossi, wurde um 1429 geboren; seine Mutter soll eine gewisse Simona und von niederem Stand gewesen sein. Von seiner Jugendzeit ist nichts bekannt; sicher ist, dass er, obwohl seine Halbbrüder Giovanni und Giacomo in Ungnade gefallen waren, von seinem Vater anfangs im Testament von 1464 ausgeschlossen wurde, in dem als legitime Erben Guido und Bernardo, sowie der uneheliche Sohn Ottoviano eingesetzt wurden.

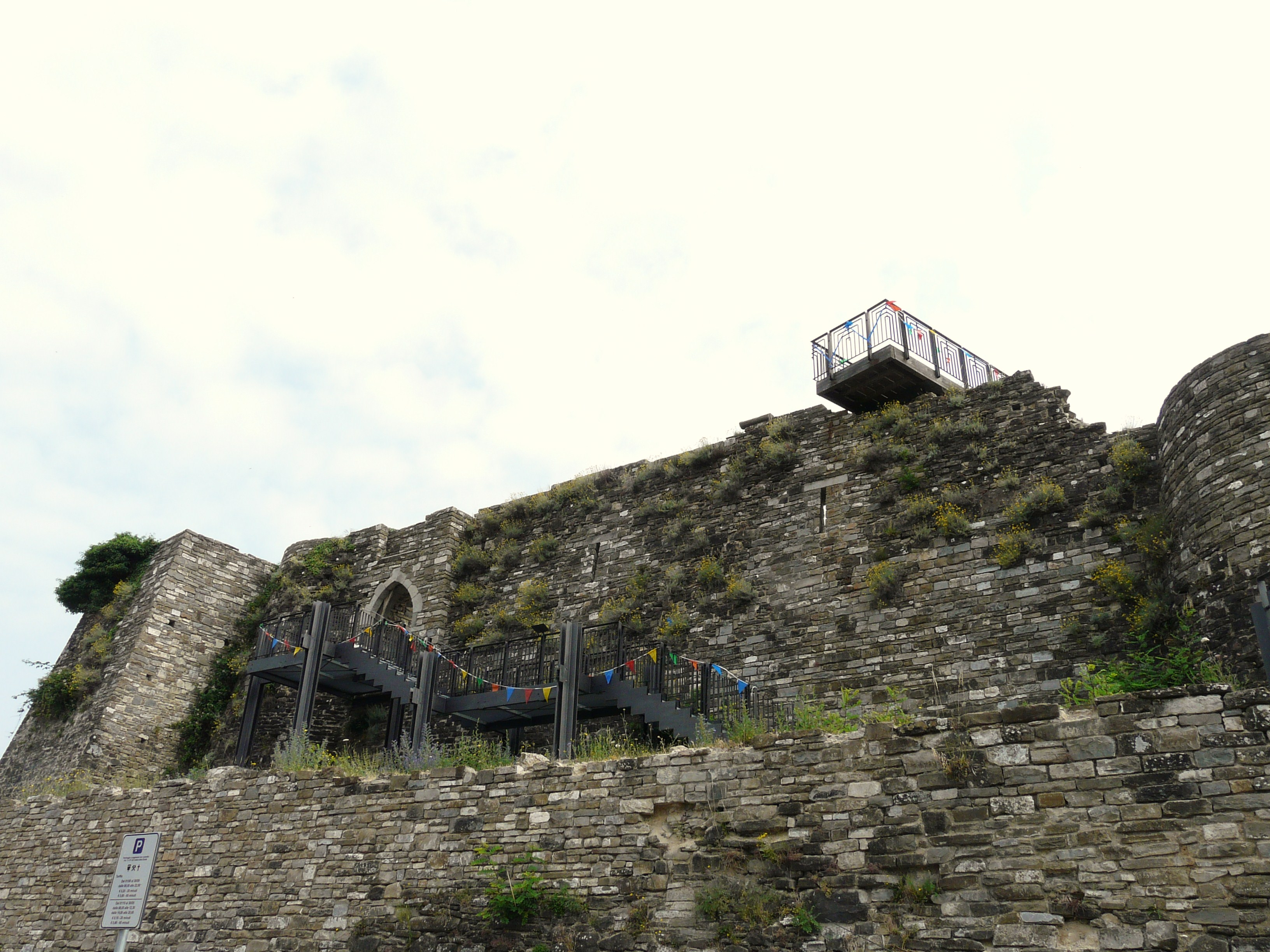
Die Reste des Castello di Berceto

Dennoch entschied sich Pier Maria II. 1480, nachdem Bernardo und Ottaviano verstorben waren, das Erbe des Stato rossiano in zwei Lehen aufzuteilen: Das erste bestand aus den Burgen in der Poebene einschließlich der Burg von San Secondo, auf der die Familie normalerweise residierte, und wurde Guido zugedacht, wogegen er Bertrando die Grafschaft Berceto hinterließ, die aus den Dörfern Pagazzano, Bergotto mit Umgebung, Fugazzano, Ghiare und Valbona, sowie den Burgen Roccaprebalza, Corniana, Roccalanzona und Bardone bestand, wobei er Guido verpflichtete, die Besitzungen seines Bruders zu verteidigen und ihm unter bestimmten Bedingungen Summen von Geld zu bezahlen.
Dieses Testament wurde von Guido angefochten und vielleicht entschied sich Bernardo gerade deswegen, sich 1482 mit Ludovico Sforza gegen seinen Halbbruder im sogenannten Krieg der Rossis zu verbünden. Bertrando ließ sich von Sforza die Ländereien, die ihm sein Vater hinterlassen hatte, im Austausch gegen seinen Vasalleneid und die Überlassung des Castello di Berceto als strategische Basis für die Operationen gegen die Burgen seines Bruders Guido bestätigen, wobei er nicht weniger Unterstützung von Gianfrancesco I. Pallavicino, dem schlimmsten Feind seines Vaters, erhielt.
Für die erbrachten Leistungen bestätigte Sforza ihm 1490 offiziell seine Lehen mit dem Titel des Grafen von Berceto.
1495, während des italienischen Krieges von 1494–1498, in dem der König von Frankreich zusammen mit dem Herzogtum Mailand gegen das Heilige Römische Reich und die Republik Venedig kämpfte, bewirtete Bertrando einige Tage lang König Karl VIII. von Frankreich im Castello di Berceto; dem König wurde Proviant angeboten und während des Besuches und Bertrando entriss König Karl VIII. das Versprechen, seinen Bruder Giovanni wieder in das Lehen von San Secondo und die anderen Lehen in der Poebene einzusetzen, die seinerzeit Guido gehört hatten. Als er die Zusage erhalten hatte, teilte Bertrando seinem Bruder am 12. April 1495 die erreichte Übereinkunft mit, wogegen in denselben Tagen auch der Sohn von Giovanni, Troilo I. sich mit dem König bekannt machen und mit diesem in Kontakt treten konnte.
Dennoch führte der Bündniswechsel von Ludovico Sforza, der auf die Seite Venedigs gegen die Franzosen wechselte, zur Gefangennahme Bertrandos und zur Konfiszierung des Lehens von Segalara, wo Bertrando oft residierte. Als Bertrando nach zwei Jahren, 1497, freigesprochen und freigelassen wurde, kam er wieder in den Besitz seiner Güter, die er von Todes wegen, der 1502 eintrat, seinem Neffen Troilo I., dem Markgrafen von San Secondo, hinterließ. Dieses Geschenk an den Neffen war der Tatsache geschuldet, dass Bertrando keine Nachkommen hatte.

## Verwandte
Bertrando de’ Rossi war zunächst mit Polissena Arluno und dann in zweiter Ehe mit Pietra Malaspina verheiratet. Beide Ehen blieben kinderlos.